# Pitouí variable meridional
El pitouí variable meridional (Pitohui uropygialis) és un ocell de la família dels oriòlids (Oriolidae).

## Hàbitat i distribució
Habita zones de matoll i bosc de les illes Salawati i Misool, a les Raja Ampat, centre, est, oest i sud de Nova Guinea i les illes Aru.